# Martin Sihle
Martin Sihle (lettisch Mārtiņš Zīle) (* 28. Januar 1863 in Ungurpilī; † 12. Mai 1945 in Unsleben) war ein lettischer Internist.

## Leben

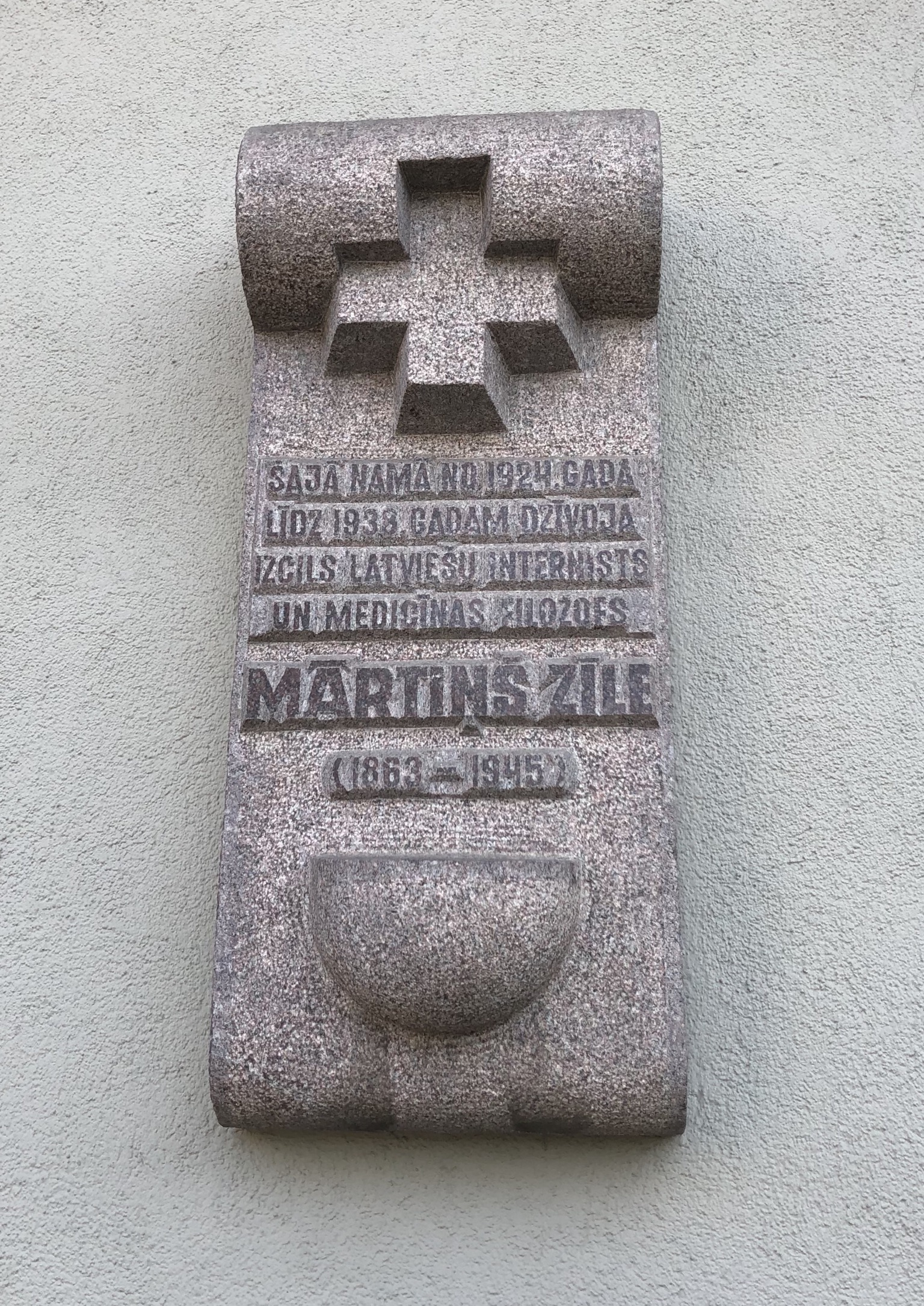
Gedenktafel in der Elisabethstraße in Riga

Zīle war der jüngere Bruder des Dirigenten Indriķis Zīle. Er studierte Medizin an der Kaiserlichen Universität Dorpat sowie in Berlin und Wien. 1889 veröffentlichte er in Dorpat seine Doktorarbeit zu Aspekten des Darmkrebs auf Deutsch. Ab 1890 war er außerhalb Lettlands tätig. Zunächst in Fellin, dann in Jalta, Sewastopol und ab 1898 in Odessa, wo er als Hochschullehrer und ab 1920 als Professor tätig wurde. 1922 kehrte er jedoch nach Lettland zurück und war an der Universität Lettlands in Riga tätig. Er spielte eine wichtige Rolle bei der Gründung der medizinischen Fakultät der Universität, deren Dekan er von 1923 bis 1925 war. Von 1927 bis 1929 war er Rektor der Universität. Außerdem war er auch für die lettische Ärztekammer und einer lettischen Ärzteorganisation gegen Tuberkulose aktiv.
Zīle wurde mehrfach ausgezeichnet und war Ehrendoktor der Universität Uppsala. In der Elisabethstraße (Elizabetes iela) in Riga befindet sich an seinem ehemaligen Wohnhaus Elisabethstraße 63 an der Ecke zur Dorpater Straße (Tērbatas iela) seit 1992 eine an Mārtiņš Zīle erinnernde Gedenktafel.

## Werke
- Ein Beitrag zur Statistik der Rectumcarcinome, Dorpat 1889
- Über das Weltbild des Arztes und den Sinn der Krankheit, Leipzig 1934